# Carinaro
Carinaro è un comune italiano di 7 092 abitanti della provincia di Caserta in Campania.

## Geografia fisica

### Territorio
Carinaro è un comune della pianura campana, situato nell'agro aversano, una vasta area pianeggiante a vocazione agricola. Il suo territorio ha un'estensione di circa 6,32 km². L'altitudine è di 29 m s.l.m.
Classificazione sismica: zona 2 (sismicità medio-alta), Ordinanza PCM n. 3274 del 20/03/2003

### Clima
A Carinaro il regime climatico è classificato come temperato caldo, con estati calde e inverni miti. Le medie invernali sono di solito inferiori ai 10 °C; le medie estive sono di 26 °C (con valori massimi che possono toccare i 35 °C). Le precipitazioni sono piuttosto irregolari: si concentrano tra ottobre e gennaio, mentre d'estate sono quasi inesistenti.
| Napoli Capodichino         | Mesi    | Mesi     | Mesi     | Mesi     | Mesi     | Mesi     | Mesi     | Mesi     | Mesi    | Mesi  | Mesi    | Mesi    | Stagioni | Stagioni | Stagioni | Stagioni | Anno  |
| Napoli Capodichino         | Gen     | Feb      | Mar      | Apr      | Mag      | Giu      | Lug      | Ago      | Set     | Ott   | Nov     | Dic     | Inv      | Pri      | Est      | Aut      | Anno  |
| -------------------------- | ------- | -------- | -------- | -------- | -------- | -------- | -------- | -------- | ------- | ----- | ------- | ------- | -------- | -------- | -------- | -------- | ----- |
| T. max. media (°C)         | 13,0    | 14,0     | 16,0     | 18,0     | 23,0     | 26,0     | 29,0     | 30,0     | 27,0    | 22,0  | 17,0    | 14,0    | 13,7     | 19,0     | 28,3     | 22,0     | 20,8  |
| T. min. media (°C)         | 3,0     | 4,0      | 5,0      | 7,0      | 11,0     | 15,0     | 17,0     | 17,0     | 15,0    | 12,0  | 7,0     | 5,0     | 4,0      | 7,7      | 16,3     | 11,3     | 9,8   |
| Precipitazioni (mm)        | 104,0   | 81,0     | 72,0     | 69,0     | 44,0     | 28,0     | 19,0     | 47,0     | 78,0    | 118,0 | 136,0   | 103,0   | 288,0    | 185,0    | 94,0     | 332,0    | 899,0 |
| Umidità relativa media (%) | 78      | 76       | 74       | 75       | 74       | 72       | 71       | 70       | 71      | 74    | 77      | 78      | 77,3     | 74,3     | 71       | 74       | 74,2  |
| Vento (direzione-m/s)      | ENE 9,0 | SSW 16,0 | SSW 16,0 | SSW 16,0 | SSW 16,0 | SSW 16,0 | SSW 16,0 | SSW 16,0 | SSW 9,0 | W 9,0 | ENE 9,0 | ENE 0,0 | 8,3      | 16,0     | 16,0     | 9,0      | 12,3  |

- Classificazione climatica Carinaro[10]
  - Zona climatica: C
  - Gradi giorno: 1 099

## Origini del nome
Ci sono molte ipotesi sulla provenienza del nome, potrebbe derivare da Carinarum, uno dei casali di Atella a cui poteva appartenere, o dal nome latino di persona Carinus. Più fantasiosa è l'ipotesi relativa alla presenza di una fornace, detta calcara oppure quella secondo la quale deriverebbe da Carnaro, la regione che comprende la città di Rovigno, dove si conserva il corpo di Sant’Eufemia, patrona del comune..

## Storia
Carinaro sorse nel territorio dell'antica Liburia Atellana, una regione assai fertile compresa tra il fiume Clanio, il bosco di Acerra ed il fossato di Napoli, già luogo di insediamenti umani in età neolitica e di successive frequentazioni databili alle età del bronzo e arcaica, nonché probabile sede di uno stanziamento militare di confine tra centurie romane.
A seguito delle invasioni barbariche, la popolazione della città osca di Atella, già famosa nell'antichità ed importante sede vescovile dell'Impero Romano d'Occidente, cercò rifugio nelle contrade vicine dando vita a piccole comunità agricole assediate da saraceni, greci e longobardi. Questi ultimi occuparono il casale di Carinaro, menzionato per la prima volta in alcuni scritti longobardi del V secolo come Cerinaru.
L'arrivo dei normanni nella contea di Aversa (1030) segnò la rinascita dell'agro.
Delle scarse notizie storiche di Carinaro in età feudale, sappiamo che al tempo di Giovanna II d'Angiò il feudo fu proprietà dei Sanframondo e che fu poi diviso tra gli eredi, venendo riunito di nuovo solo nel 1527 dai Brancaccio ed acquistato dai di Sangro nel 1580.
Per più di due secoli, dal 1633 al 1851, furono duchi di Carinaro i Mormile, una delle famiglie più antiche e nobili napoletane, iscritta al seggio di Portanova.Dal primo volume "Per la mensa di Aversa" edito nel 1782, si scopre che nel 1497, sotto Federico d'Aragona, "Carginaro", annotato come il tredicesimo casale di Aversa, contava 19 fuochi e il vicino villaggio di Casignano ne contava 8; nel 1689 Carinaro comprendeva 98 fuochi. Nel 1797, passata in proprietà al barone Ronchi e fatta oggetto alla sua morte d'una violenta contesa, contava 750 anime. In quest'epoca gli abitanti di Casignano furono assegnati alla sua parrocchia e le due circoscrizioni unificate.
Nel 1806 furono emanate le Leggi eversive della feudalità che comportarono la fine dei privilegi feudali nel Regno di Napoli e l'inizio dell'Amministrazione comunale.
Il 12 aprile 1929 il comune di Carinaro venne soppresso e aggregato al comune di Aversa; riottenne la sua autonomia solo nel 1946.

### Simboli
Lo stemma e il gonfalone sono stati concessi con DPR del 25 giugno 1953.
Il gonfalone è un drappo partito di azzurro e di bianco.

## Monumenti e luoghi d'interesse
- Chiesa di Sant'Eufemia

## Società

### Evoluzione demografica
Abitanti censiti

### Etnie e minoranze straniere
La presenza straniera nel comune è trascurabile rappresentando solo il 3,9% della popolazione totale. Al 31 dicembre 2010 erano residenti nel comune 270 cittadini stranieri (119 maschi e 151 femmine). Le comunità più rappresentate erano:
1. Ucraina, 95
2. Marocco, 54
3. Romania, 21

### Tradizioni e folclore
La festa di sant'Eufemia, patrona di Carinaro, è la principale e più sentita tra gli eventi tradizionali, per lo più religiosi, ancora onorati.
Essa, quella liturgica, ricorre il 16 settembre, ma le celebrazioni iniziano il 1º settembre e durano diversi giorni dando vita ad un nutrito programma di manifestazioni nel quale i riti religiosi si alternano alle cerimonie religiose e pubbliche, agli spettacoli di piazza, alle varie competizioni, come la gara di fuochi pirotecnici o la popolare "Gara delle mazze", una sorta di asta pubblica nella quale il miglior offerente si aggiudica "le mazze di Sant'Eufemia", ossia il diritto ad accompagnare a spalla la statua della santa nel tragitto intercorrente fra la piazza di Carinaro e la chiesa.
È questo uno dei momenti salienti della festività, insieme naturalmente alle solenni processioni e funzioni eucaristiche, cui presiedono le massime autorità comunali e alla tradizionale vendita degli oggetti offerti alla Santa, ossia delle offerte in natura elargite durante la processione e la visita all'abitato.

## Geografia antropica

### Urbanistica
Il centro storico di Carinaro, che si snoda intorno alle emergenze dell'antica chiesa madre di Sant'Eufemia e del Palazzo Mormile, è caratterizzato da un tessuto di case a corte. Si tratta d'una tipologia edilizia tipica dell'area aversana e discendente dal modello romano della domus, che qui si rivela perfettamente funzionale al sistema sociale patriarcale e alla duplice destinazione residenziale ed agricola dell'abitato.

## Amministrazione
| Periodo | Periodo   | Primo cittadino          | Partito                        | Carica            | Note   |
| ------- | --------- | ------------------------ | ------------------------------ | ----------------- | ------ |
| 1988    | 1993      | Andrea Granito           | Partito Comunista Italiano     | Sindaco           | [ 16 ] |
| 1993    | 1995      | Nicola Picone            | Lista civica                   | Sindaco           | [ 17 ] |
| 1995    | 2000      | Tommaso Comparone        | Cristiani Democratici Uniti    | Sindaco           | [ 18 ] |
| 2000    | 2003      | Salvatore Affinito       | Lista civica                   | Sindaco           | [ 19 ] |
| 2003    | 2004      | Gerardina Basilicata     | -                              | comm. prefettizio | [ 17 ] |
| 2004    | 2014      | Mario Masi               | Lista civica (La Margherita)   | Sindaco           | [ 20 ] |
| 2014    | 2018      | Marianna Dell'Aprovitola | Lista civica (Centro-sinistra) | Sindaco           | [ 21 ] |
| 2018    | 2019      | Luigi Palmieri           | -                              | comm. prefettizio | [ 22 ] |
| 2019    | 2024      | Nicola Affinito          | Lista civica                   | Sindaco           | [ 23 ] |
| 2024    | in carica | Marianna Dell'Aprovitola | Lista civica                   | Sindaco           | [ 1 ]  |

## Infrastrutture e trasporti

### Strade
Carinaro è servita dall'omonima uscita dell'Asse di Supporto Nola-Villa Literno.